# Timana croesaria
Timana croesaria är en fjärilsart som beskrevs av Herrich-Schäffer 1856. Timana croesaria ingår i släktet Timana och familjen mätare. Inga underarter finns listade i Catalogue of Life.